# Georg Diez

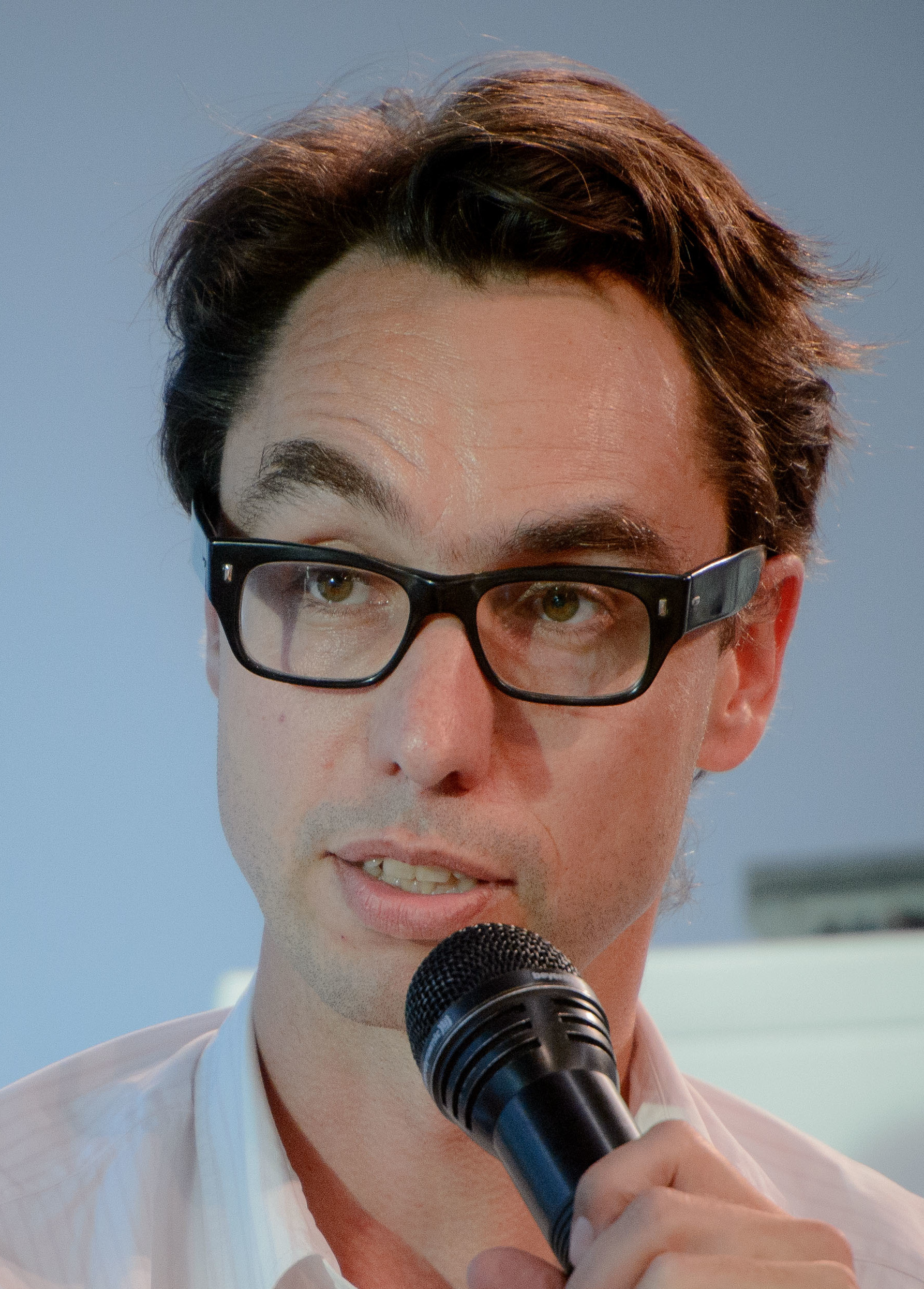
Georg Diez (2014)

Georg Diez (* 6. August 1969 in München) ist ein deutscher Journalist, Kolumnist und Autor.

## Leben
Georg Diez wuchs als Sohn eines evangelischen Pfarrers und einer Kirchenmusikerin in München-Oberföhring auf. Seine Eltern ließen sich scheiden, als er sechs Jahre alt war. Diez studierte Geschichte und Philosophie in München, Paris, Hamburg und Berlin und besuchte die Deutsche Journalistenschule in München. Er begann seine journalistische Karriere 1998 als Theaterkritiker für die Süddeutsche Zeitung und wechselte 2001 zur damals neu gegründeten Frankfurter Allgemeine Sonntagszeitung. Danach arbeitete er als Literaturkritiker für Die Zeit und wechselte 2010 als Autor zum Spiegel.
In seiner Kolumne S.P.O.N. – Der Kritiker, die Diez von Januar 2011 bis September 2018 für Spiegel Online schrieb, befasste er sich mit Themen wie Austeritäts-, Europa-, Migrationspolitik, Kapitalismus und Klimawandel. Im September 2019 verließ er den Spiegel. Seit 2019 schreibt er für die Kolumne Schlagloch in der taz.
Zwischen 2016 und 2017 hielt Diez sich für ein Jahr als Nieman Fellow an der Harvard University auf und wollte während dieser Zeit „den Journalismus unterbrechen“. Diez war zwischen 2020 und September 2023 Chefredakteur bzw. Direktor für Strategie und Medien der Hamburger Denkfabrik The New Institute. Im September 2023 wurde er Fellow Public-Civic-Transformation bei ProjectTogether. Für November und Dezember 2024 erhielt er ein Thomas Mann Fellowship. Er wurde 2024 Fellow am Max-Planck-Institut zur Erforschung multireligiöser und multiethnischer Gesellschaften, wo er zum Thema Complexity Thinking und Demokratie forscht.
Diez ist Mitglied der 2016 gegründeten Partei Bewegung Demokratie in Europa 2025.
Diez lebt in Berlin und Stockholm.

## Werk und Rezeption
2009 legte er seinen autobiografischen Essay Der Tod meiner Mutter vor, in dem er schildert, wie seine Mutter Hannelore (1935–2005) gegen ihre Krebserkrankung kämpfte. Das Buch war auf der Shortlist des Aspekte-Literaturpreises und löste eine Debatte darüber aus, was die Grenzen des Schreibens über Krankheit und Familie sind. 2010 unternahm Georg Diez gemeinsam mit dem Berliner Künstler und Filmemacher Christopher Roth eine Recherche, die sie 80*81 nannten. Jeden Monat wurde an einem anderen Ort auf der Welt recherchiert, etwa in Johannesburg, New York City, Berlin und Shanghai. Um ihre Forschung in regelmäßigen Abständen sichtbar zu machen, erarbeiteten sie gemeinsam mit dem Theater-Regisseur René Pollesch „theatrale Wissensperformances mit Spielcharakter“. Das Projekt endete mit einer acht-stündigen Opern-Performance bei den Münchner Opernfestspielen. Diez und Roth veröffentlichten zehn Bücher über dieses Projekt.
Im Februar 2012 bezeichnete Georg Diez in einem Artikel über Christian Kracht und dessen Roman Imperium diesen als „Türsteher der rechten Gedanken“ und diagnostizierte „totalitäres Denken“. In einem Offenen Brief wurde Diez daraufhin von mehreren Autoren, darunter Elfriede Jelinek, Daniel Kehlmann und Monika Maron, kritisiert. Er habe „die Grenzen zwischen Kritik und Denunziation überschritten“ und „Äußerungen von literarischen Erzählern und Figuren“ „konsequent“ dem Autor zugeschrieben. Der Artikel löste im Weiteren eine Mediendiskussion über die Methoden gegenwärtiger Literaturkritik aus.
Immer wieder beschäftigt sich Diez mit den politischen, ethischen und gesellschaftlichen Fragen unserer Zeit, in seinem Buch Die letzte Freiheit (2015) ist es die Diskussion um das selbstbestimmte Sterben, in Martin Luther, mein Vater und ich (2017) ist es der Glaube und das Erbe des Protestantismus, in Das andere Land (2018) ist es der Rechtsruck und die aggressive Reaktion auf die Aufnahme von Geflüchteten.
In der Erstauflage seines Buchs Das andere Land (2018) behauptete Diez fälschlicherweise, der ehemalige Zeit-Feuilletonchef Ulrich Greiner habe die Erklärung 2018 gegen Masseneinwanderung unterschrieben. Auf diese Darstellung berief sich auch die vom Berliner Kultursenator Klaus Lederer unterstützte Broschüre Alles nur Theater? Zum Umgang mit dem Kulturkampf von rechts. Nachdem Greiner eine Unterlassungserklärung erwirkt hatte, durften Neuauflagen nur korrigiert erscheinen.
2020 erschien der Essay Power to the People (gemeinsam mit Emanuel Heisenberg), in dem es um die Frage geht, wie die Demokratie mit technologischen Mitteln verbessert werden könnte.
2024 kuratierte Diez die Ausstellung Survival in the 21st Century in den Hamburger Deichtorhallen. Für Kritik sorgte die darin ausgestellte israelfeindliche Installation Dexter and Sinister des US-Künstlerkollektivs New Red Order, das die Unterdrückung indigener Völker in den USA, die Shoah in Nazi-Deutschland und das Vorgehen Israels nach dem Terrorangriff der Hamas in eine Reihe stellt. Israel werde einseitig die Schuld an der Situation gegeben und der antisemitische Terror der Hamas nicht erwähnt.
Im Zuge seines Fellowships am Max-Planck-Institut erwägt Diez, dass gegenwärtige Abstimmungsformen der parlamentarischen Demokratie durch algorithmisch unterstützte, digitale Abstimmungen im Alltag ergänzt oder ersetzt werden könnten. Demnach sollten Wähler entscheiden können, ob sie in einer Abstimmung selbst entscheiden oder die Stimme mittels einer auf Basis früherer Entscheidungen vortrainierter ‚künstlicher Intelligenz‘ automatisiert abgegeben werde. Diez kontextualisiert den Ansatz mit der Liquid Democracy.

## Werke (Auswahl)
Monografien
- Gegenspieler. Beatles – Rolling Stones. Fischer, Frankfurt am Main 1999, ISBN 3-596-14469-8.
- mit Peter Hendricks: Good copy. Steidl, Göttingen 2001.
- Gegenheimat. Das Theater des Martin Kušej. Residenz, Salzburg 2002, ISBN 3-7017-1285-9.
- mit Nils Minkmar, Peter Richter, Claudius Seidl, Anne Zielke: Hier spricht Berlin. Geschichten aus einer barbarischen Stadt. Kiepenheuer & Witsch, Köln 2003, ISBN 3-462-03342-5.
- The Rolling Stones. Reclam, Ditzingen 2007, ISBN 978-3-15-018494-3.
- zusammen mit Nils Minkmar, Peter Richter, Claudius Seidl, Anne Zielke: Schaut auf diese Stadt. Neue Geschichten aus dem barbarischen Berlin. Kiepenheuer & Witsch, Köln 2007, ISBN 978-3-462-03790-6.
- Der Tod meiner Mutter. Kiepenheuer & Witsch, Köln 2009, ISBN 978-3-462-04142-2.
- mit Christopher Roth (Hrsg.): What Happened? (= The 80*81 Book Collection, Part One). Edition Patrick Frey, Zürich 2010, ISBN 978-3-905929-01-0 (deutsch und englisch)[27]; 80*81 (= Internationaler Merve-Diskurs, Band 434). Merve, Berlin 2016, ISBN 978-3-88396-378-5 (englisch).
- Die letzte Freiheit. Vom Recht, sein Ende selbst zu bestimmen. Berlin Verlag, Berlin 2015, ISBN 978-3-8270-1297-5.
- Martin Luther, mein Vater und ich. Bertelsmann, München 2016, ISBN 978-3-570-10264-0.
- Das andere Land. Wie unsere Demokratie beschädigt wurde und was wir tun können, um sie zu reparieren. Bertelsmann, München 2018, ISBN 978-3-570-10263-3.
- Power to the People. Hanser Literaturverlage, Berlin 2020, ISBN 978-3-446-26417-5
- Kipppunkte. Von den Versprechen der Neunziger zu den Krisen der Gegenwart. Aufbau Verlag, Berlin 2025, ISBN 978-3-351-04242-4

Herausgeber
- Das war die BRD. Fast vergessene Geschichten. Goldmann, München 2001, ISBN 3-442-15153-8.